# Tai nạn máy bay Sukhoi Su-100 ở núi Salak
Vụ rơi máy bay Sukhoi SSJ-100 ở núi Salak xảy ra vào ngày 09 tháng 5 năm 2012 khi một SSJ-100 máy bay biến mất trên một chuyến bay trình diễn hoạt động của sân bay Halim Perdanakusuma, Jakarta, Indonesia.

## Máy bay bị nạn
Chiếc máy bay bị nạn là một Sukhoi SSJ-100-95, số đăng ký 97004, số sơ-ri (msn) 95004. Đây là chiếc máy bay thay thế chiếc đã trình diễn ở Kazakhstan, Pakistan. Chiếc máy bay trình diễn tại Kazakhstan và Pakistan mang số hiệu 97005 (trở về Moskva để thực hiện các cuộc thử nghiệm) trong khi chiếc máy bay gặp nạn tại Indonesia mang số hiệu 97004. Superjet 100 là máy bay sản xuất đầu tiên mới được sản xuất tại Nga từ sau sự sụp đổ của Liên Xô. Đây là loại máy bay phản lực có thể chở tối đa 100 người và là kiểu thương mại và dân dụng đầu tiên của Sukhoi, vốn chuyên làm máy bay quân sự . Chiếc máy bay này dự kiến sẽ trình diễn tại sân bay quốc tế Nội Bài của Hà Nội vào ngày 14 tháng 5 năm 2012 để bay trình diễn, giới thiệu với các khách hàng tiềm năng. Ngoài ra nhà sản xuất cũng dự định đưa sản phẩm mới của mình sang Lào chào hàng trong đợt này. 
Đến thời điểm ngày 9 tháng 5 năm 2012, đã có đơn hàng mua 42 chiếc máy bay loại này từ Indonesia, tổng cộng đã có đặt hàng 170 chiếc. Hãng dự tính sẽ sản xuất 1000 chiếc.

## Vụ tai nạn

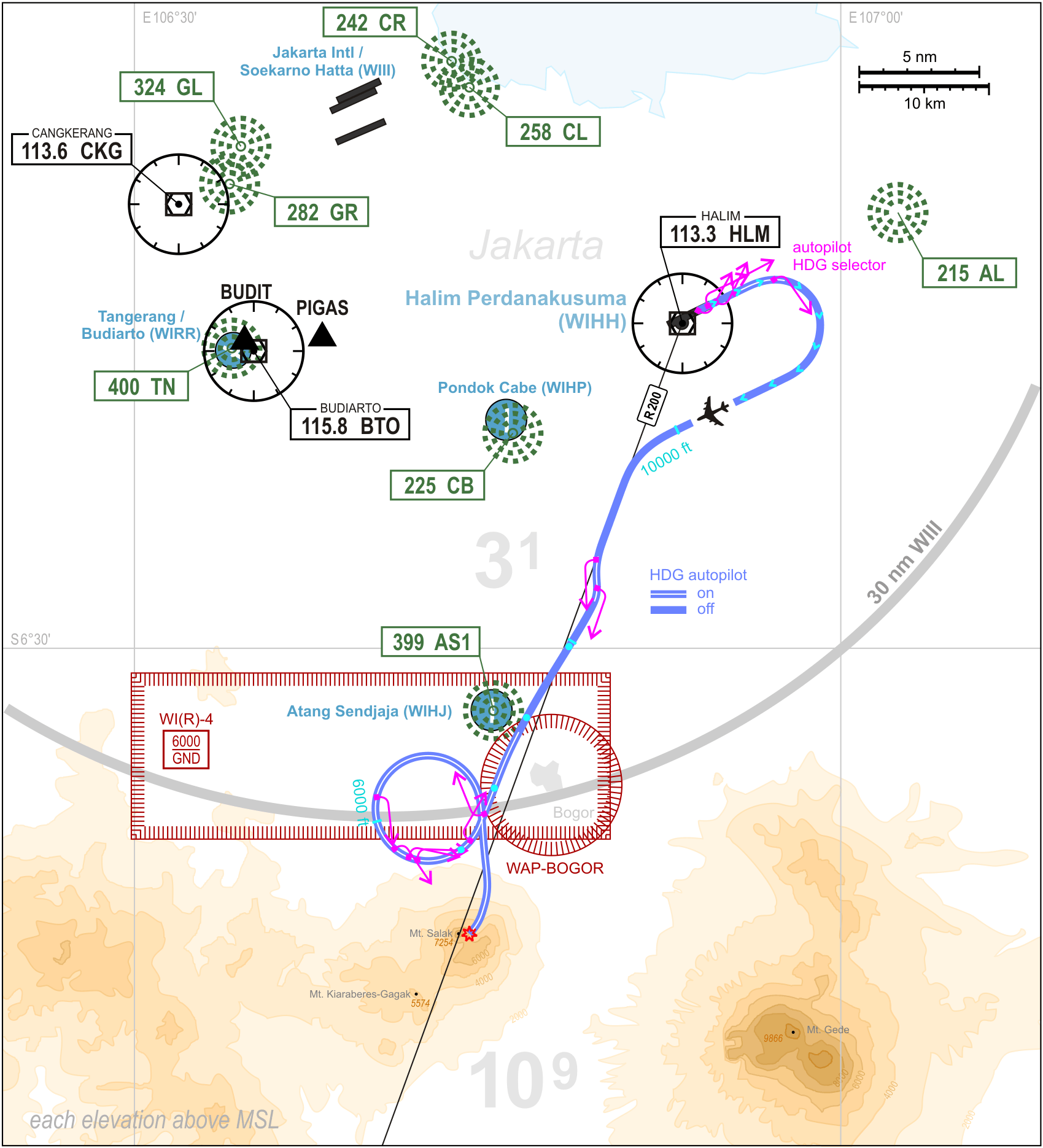

Có 50 người trên khoang chiếc Sukhoi Superjet-100 (SSJ-100), gồm 6 phi hành đoàn, hai đại diện từ Sukhoi và 42 hành khách trên tàu, chủ yếu là người Indonesia. Trong số các hành khách có đại diện từ Aviastar Mandiri, Batavia Air, Pelita, và Sriwijaya Air. Chiếc SSJ-100 cất cánh từ sân bay Halim Perdanakusuma ở Jakarta lúc 14h chiều 9 tháng 5 năm 2012 và mất tích khỏi màn hình radar sau đó 50 phút. Đây là chuyến bay trình diễn thứ hai trong ngày ở Indonesia của chiếc máy bay này.
Lúc 14h00' giờ địa phương, các nhân viên kiểm soát không lưu nhận được tín hiệu từ phi hành đoàn xin phép hạ độ cao từ 3.000 m xuống 1.800 m tại khu vực gần ngọn núi Salak có độ cao 2.200 mét. Sau khi được phép, chiếc phi cơ bắt đầu chuyển hướng sang phải và giảm độ cao nhưng sau đó biến mất khỏi màn hình radar tại vùng núi Salak, gần thành phố Bogor ở tỉnh Tây Java, cách sân bay Jakarta khoảng 200 km.
Một đợt tìm kiếm cho máy bay đã được bắt đầu, nhưng bị đình lại khi màn đêm buông xuống. Công tác tìm kiếm dự kiến sẽ tiếp tục vào lúc 6:00 giờ địa phương ngày 10 tháng 5 (23:00 UTC ngày 09 tháng 5).
Hồi 9:00 giờ địa phương, mảnh vỡ của máy bay đã được tìm thấy trên núi với độ cao 1500m. Vẫn còn chưa rõ ràng liệu chiếc máy bay này có bay quá thấp trước khi nó đâm vào núi lửa hay không. Người ta chỉ biết chiếc máy bay dường như được bay theo một đường theo chiều kim đồng hồ trước khi bị sự cố. Không có người sống sót. Ngày 9 tháng 5 năm 2012, CNN thông báo rằng xác máy bay đã được tìm thấy trong một khu vực miền núi. Vụ tai nạn là tổn thất đầu tiên của một chiếc SSJ-100.

## Điều tra
Một ngày sau vụ tai nạn, thủ tướng Nga Dmitry Medvedev đã thành lập một ủy ban điều tra nguyên nhân tai nạn. Đứng đầu ủy ban này là Bộ trưởng Công Thương Nga. Theo Ủy ban Quốc gia Giao thông Vận tải An toàn (NTSC), cơ quan điều tra các tai nạn máy bay dân sự của Indonesia, quá trình phân tích vụ tai nạn sẽ mất đến 12 tháng. Vào ngày 15 tháng 5, lực lượng đặc biệt của quân đội Indonesia đã tìm được bộ ghi âm buồng lái trong một hố sâu 500m, cách đó 100m, nhưng chưa tìm thấy bộ lưu dữ liệu chuyến bay  Nga và Indonesia đã đồng ý là hộp đen này sẽ được lưu lại tại Indonesia để phân tích, thay vì gửi về Nga.
Kết quả điều tra sơ bộ khi phân tích hộp đen máy bay bị tai nạn không cho thấy có sự cố về mặt kỹ thuật của máy bay.

## Ảnh hưởng
Cho đến thời điểm khi tai nạn diễn ra, hãng Sukhoi sản xuất ra nó đã nhận được hơn 200 đơn đặt hàng loại máy bay này từ các công ty trên khắp thế giới. Nhà sản xuất Nga đã có những đơn đặt hàng tại Lào cho loại máy bay mới này.
Tuy nhiên, vụ tai nạn bất ngờ trên có thể sẽ khiến tập đoàn Sukhoi cũng như ngành sản xuất máy bay của Nga lao đao khi các nước sẽ phải cân nhắc kỹ lưỡng hơn trước khi đặt hàng loại máy bay mà Nga quảng cáo là "cực tối tân" này, đấy là còn chưa kể nhiều nhà đầu tư sẽ tháo chạy mà rút đơn đặt hàng.
Trước mắt, theo tờ Life News của Nga, hai hãng hàng không lớn của Việt Nam là Vietnam Airlines và Vietjet Air đã từ chối mua Sukhoi Superjet-100 (SSJ-100) sau sự cố ở Indonesia giết chết 45 người hôm 9/5. Ngay sau sự cố SSJ-100 bị rơi ở Indonesia, chính phủ nước này cũng đã quyết định hoãn mua loại máy bay này.
Tuy nhiên Trưởng văn phòng đại diện của Công ty cổ phần Máy bay Trực thăng Nga nói rằng vụ tai nạn sẽ không ảnh hưởng nhiều đến uy tín ngành công nghiệp hàng không nước Nga và tại sự kiện Farnborough-2012 thì Chủ tịch OAK Nga đã tuyên bố dự định ký hợp đồng bán 40 máy bay SSJ-100 tiếp cho các hãng hàng không Đông Nam Á cũng như loại máy bay này vẫn nằm trong danh sách 300 máy bay dân sự được Nga ký hợp đồng bán trong ngày đầu diễn ra sự kiện. Phó phòng Công nghiệp và Thương mại Liên bang Nga Yuri Slusar cho biết rằng các chuyên gia Nga đã chuẩn bị một dự thảo báo cáo cuối cùng của vụ tai nạn, trong đó kết luận rằng tai nạn sẽ không ảnh hưởng đến doanh số bán của loại máy bay này.